# Wilson Ávila
José Wilson Ávila Ávalos (Vallegrande, 19 aprile 1958) è un ex calciatore boliviano, di ruolo centrocampista.

## Biografia
Nato da Sergio Ávila e Justa Ávalos, ha due sorelle, María Teresa e Carmen Ruth. A sei anni si trasferì con la famiglia a La Paz, iniziando a praticare il gioco del calcio; allorché si trasferì a Santa Cruz entrò a far parte del San Martín. Ha avuto tre figlie dal matrimonio con María Luisa Salas.

## Caratteristiche tecniche
D'impostazione attaccante, era particolarmente versatile: giocò anche a centrocampo e ricoprì svariati ruoli in attacco, sia come centravanti che come seconda punta. Era dotato di buona forza fisica e di un'affinata abilità tecnica. Tatticamente era incaricato di svolgere entrambe le fasi: la sua resistenza gli permetteva di partecipare alle azioni offensive, sfruttando la capacità nel dribbling, senza tralasciare i compiti difensivi che il suo ruolo di centrocampista gli imponeva.

## Carriera

### Club
La sua prima esperienza in una squadra non giovanile la ebbe nel 1978, quando si unì al Callejas, formazione che militava nella massima serie della Asociación Cruceña de Fútbol, la federazione calcistica di Santa Cruz. Dopo essersi guadagnato la convocazione nelle Nazionali giovanili, passò all'Oriente Petrolero. Lì occupò prevalentemente il ruolo di centrocampista offensivo di fascia destra, affiancando il numero 10 Toninho. La sua duttilità tattica fu notata dai tecnici de Lacerda e Pino, che lo schierarono in diverse posizioni: con l'Oriente Ávila andò sovente a segno nelle fasi finali della Liga del Fútbol Profesional Boliviano. Nel 1985 fu nominato miglior giocatore del campionato. Nel 1987 si trasferì al The Strongest, compagine di La Paz, con cui disputò una stagione. Tornò poi all'Oriente Petrolero, rimanendovi fino al 1991. Nel 1992 giocò con il Real Santa Cruz; nel 1993 integrò la rosa del Blooming, mentre nel 1994 firmò per il San José. Dopo aver disputato la stagione 1995 con il Destroyers, venne acquistato dall'Independiente Petrolero di Sucre, e lì Ávila trovò spazio da titolare, a quasi 40 anni. Nel 1999 disputò la sua ultima stagione con la maglia del Blooming.

### Nazionale
Nel 1979 fu convocato nella Nazionale olimpica.
Il 21 aprile 1985 fece il suo esordio in Nazionale maggiore, e prese parte alle qualificazioni al campionato mondiale di calcio 1986. Nel 1987 venne incluso nella lista per la Copa América. Debuttò il 28 giugno a Rosario contro il Paraguay, nel ruolo di difensore laterale destro: era una posizione che, seppur raramente, era in grado di ricoprire. Mantenne tale collocazione anche il 1º luglio contro la Colombia.

## Palmarès

### Club

#### Competizioni nazionali
- Campionato boliviano: 1

Oriente Petrolero: 1990
Blooming: 1999